# Гистаглобулин
Гистаглобулин (Histaglobulinum). Противогистаминный препарат.
Синоним: Гистаглобин (Histaglobin).

## Общая информация
Препарат, содержащийся в 1 мл изотонического раствора натрия хлорида 0,1 мкг (0,0001 мг) гистамина гидрохлорида и 0,006 г (6 мг) гамма-глобулина из крови человека (в пересчёте на белок).
При введении препарата в организм вырабатываются противогистаминные антитела и повышается способность сыворотки инактивировать свободный гистамин.
Применяют для лечения аллергических заболеваний: крапивницы, отёка Квинке, нейродермитов, экземы, бронхиальной астмы и др. Имеются данные о применении гистаглобулина в комплексном лечении вирусного гепатита (учитывая роль в патогенезе заболевания аллергического компонента).
Вводят под кожу. Взрослым назначают, начиная с 1 мл, затем по 2 мл (до 3 мл) с интервалами 2—3—4 дня; на курс 4—10 инъекций. При необходимости повторяют курсы лечения с перерывами 1—2 мес (иногда 2 нед).
При применении препарата возможны головокружение (чаще у лиц пожилого возраста), гиперемия на месте инъекции.
Не следует применять препарат при менструациях (возможно усиление кровотечения), при лихорадочных состояниях, при лечении кортикостероидами.

## Физические свойства
Бесцветная прозрачная или слегка опалесцирующая жидкость; рН 6,4 - 7,7

## Форма выпуска
упаковка 10 ампул №10. 
5 ампул сухого вещества гистаглобулина. 
5 ампул физ. раствора (чаще всего 2мл).

## Хранение
Хранение: в защищённом от света месте при температуре от +2 до +8 °C.